# Friol
Friol er en by og kommune i det nordvestlige Spanien i provinsen Lugo. Den har et indbyggertal på 3.598 (2024) indbyggere.